# 台中市公車75路
台中市公車75路行駛於中科管理局（中科路）到國軍英雄館，由統聯客運營運，主要行駛於五權西路和黎明路，為第一期高潛力公車黃線。

## 歷史
- 2002年8月1日：本線通車，由統聯客運營運。本線原為第一期高潛力公車黃線。
- 2004年1月1日：高潛力路線給予二位數新編號，黃線改為台中市公車75路。
- 2004年8月1日：部分班車延駛至中科友達廠。[1]
- 2008年1月1日：原行駛福科路之路段，改駛臺灣大道〈原台中港路〉。
- 2008年7月1日：原樂成公園端點站，延駛至勤益科技大學。
- 2009年11月1日：原行駛十甲東路之路段，改駛東英路。
- 2012年9月24日：於尖峰時刻增開區間車（臺中女中→勤益科技大學）、（臺中火車站→臺中榮總）、（勤益科技大學→臺中榮總）。
- 2013年2月6日：本線獲選為101年台中市公車路線評鑑優等路線。[2]
- 2013年8月15日：和平橋端點延長至一江橋。[3]
- 2013年10月12日：站位「育德育才路口」正名為「育才育德路口」。
- 2014年3月5日：增設「萬和社區」、「洪厝庄」站。
- 2014年10月1日：「新光三越（惠來路）」站更名為「臺中國家歌劇院」。[4]
- 2015年1月15日：增停「臺中榮總（東大路）」（雙邊設站）。
- 2015年9月23日：原行駛育才路，因發生本線公車司機於樂安宮被黑幫挾持一事[5]，以路幅過小為由取消停靠「育才育德路口」、「樂安宮」，改駛育賢路、太和路、太順路，新增「育賢育誠街口」、「太順太和路口」。[6]
- 2016年8月30日：取消75區2（臺中火車站→臺中榮總）、（臺中女中→臺中榮總）。
- 2016年10月29日：配合「臺中鐵路架化第二階段工程」，臺中火車站往一江橋方向站位遷移至建國路166號（原金沙百貨對面）。[7] [8][9]
- 2016年12月10日：加停「黎明向上路口」。[10]
- 2017年2月2日：調整發車時刻，平日及例假日20:00後之發車時刻由10~30分鐘一班改為固定時刻發車(雙向各4班)。[11]
- 2017年2月15日：「國安社區（東大路）」更名為「國安社區（宜寧中學）」。[12]
- 2019年1月1日：「臺中火車站」往一江橋方向更名為臺中車站 (成功路口)」、 往榮總宿舍方向更名為「臺中車站 (民族路口)。
- 2019年11月30日：配合繞駛臺中車站，進臺中轉運中心月台停靠，並增設「臺中車站」單邊設站（C月台）。
- 2021年1月1日：「明功堂醫院」站更名為「自由進德路口」。
- 2021年4月26日：「預立二村」站更名為「坪林森林公園」。
- 2021年5月1日：75及75區路公車由「一江橋」站延長至「吉星社區」站。
- 2022年10月24日：往榮總宿舍駛至玉門路 (南行)後改經西屯路、福林路、福科路和玉門路 (北行)，取消「玉門西屯路口」站位，加停「西屯玉門路口」、「福科國中」、「福科國中(福林路)」、「福科福林路口」出「玉門福科路口」站位。改以「榮總宿舍 (北行站)」為總站。
- 2023年8月30日：調整班次發車時刻，發車班距調整為全日25~30分鐘一班；雙向晚間固定時刻調整為20:00、21:00、22:00。75區「臺中女中」端取消17:08車班次。
- 2024年3月1日：往台中榮總方向取消停靠「瑞聯天地(東大路)」站。[13]
- 2024年7月1日：75路「台中榮總－吉星社區」分拆為西段的75路「中科管理局－國軍英雄館」和東段的241路「臺中刑務所演武場－吉星社區」，75區併入241。[14]
  - 往國軍英雄館方向由原來的台中榮總開出經玉門路、國安一路和東大路至台灣大道改由中科管理局開出經中科路、東大路、國安一路、玉門路至台灣大道，取消停靠「榮總宿舍」、「玉門西屯路口」、「國安國小」、「國安社區 (宜寧中學)」、「榮總北院」、「五龍公園」、「瑞聯天地(東大路)」、「臺中榮總 (東大路)」、「臺中榮總 (臺灣大道)」、「東大附中」和「普濟寺」，加停「中科友達」、「宜寧中學（東大路）」、「東大科園路口 (格網中心)」、「中科站」、「宜寧中學（東大路）」、「國安國小」、「玉門西屯路口」、「榮總宿舍」和「玉門福科路口」。
  - 往中科管理局方向:由原來駛至台灣大道後經東大路、國安一路、玉門路、西屯路、福科路、福林路和玉門路至榮總宿舍，改為駛至台灣大道後經玉門路、國安一路、東大路、中科園路、科雅路和中科路至中科管理局，取消停靠「普濟寺」、「東大附中」、「臺中榮總（臺灣大道）」、「臺中榮總（東大路）」、「五龍公園」、「榮總北院」、「國安社區（宜寧中學）」、「國安國小」、「西屯玉門路口」、「福科國中」、「福科國中（福林路）」、「福科福林路口」和「玉門福科路口」，加停「玉門福科路口」、「玉門西屯路口」、「國安國小」、「宜寧中學（東大路）」、「中科站」、「東大科園路口 (格網中心)」和「中科友達」。
- 2024年7月29日：新增75副「中科管理局-臺中榮總-國軍英雄館」，並調整發車時刻。[15][16]

## 路線基本資料
75 全程行車里數約13公里，全程行車時間約70分鐘。往國軍英雄館共44站，往中科管理局（中科路）共44站。
自中科管理局（中科路）起，沿科雅西路、科雅一路、科雅路、科園路、東大路一段、國安一路、玉門路、臺灣大道、朝富路、市政北六路、惠來路、市政路、黎明路、五權西路、五權路、林森路、自由路一段、民權路、建國路、大智北路、南京路到國軍英雄館。
 75副全程行車里數約13公里，全程行車時間約70分鐘。往國軍英雄館共49站，往中科管理局（中科路）共47站。
自中科管理局（中科路）起，沿科雅西路、科雅一路、科雅路、科園路、東大路一段、臺灣大道、朝富路、市政北六路、惠來路、市政路、黎明路、五權西路、五權路、林森路、自由路一段、民權路、建國路、大智北路、南京路到國軍英雄館。

### 時刻表
- 時刻表僅供參考，請以統聯客運網站公告為準。
- 時刻表更新時間為2025年1月1日。

75
| 台中市公車75路平/假日時刻列表 | 台中市公車75路平/假日時刻列表 | 台中市公車75路平/假日時刻列表 | 台中市公車75路平/假日時刻列表 |
| ----------------------------- | ----------------------------- | ----------------------------- | ----------------------------- |
| 中科管理局（中科路）開時刻    | 中科管理局（中科路）開備註    | 國軍英雄館開時刻              | 國軍英雄館開備註              |
| 05:20                         | -                             | 06:30                         | -                             |
| 06:00                         | -                             | 07:30                         | -                             |
| 07:00                         | -                             | 08:30                         | -                             |
| 08:00                         | -                             | 09:40                         | -                             |
| 09:10                         | -                             | 10:40                         | -                             |
| 10:00                         | -                             | 11:40                         | -                             |
| 10:50                         | -                             | 12:30                         | -                             |
| 11:20                         | -                             | 13:00                         | -                             |
| 12:40                         | -                             | 14:20                         | -                             |
| 13:40                         | -                             | 15:20                         | -                             |
| 14:00                         | -                             | 15:40                         | -                             |
| 15:30                         | -                             | 17:00                         | -                             |
| 16:00                         | -                             | 17:40                         | -                             |
| 17:00                         | -                             | 18:50                         | -                             |
| 17:30                         | -                             | 19:30                         | -                             |
| 19:20                         | -                             | 21:00                         | -                             |
| 21:00                         | -                             | 22:30                         | -                             |
| 22:20                         | -                             | 23:30                         | -                             |

75副
| 台中市公車75副平/假日時刻列表 | 台中市公車75副平/假日時刻列表 | 台中市公車75副平/假日時刻列表 | 台中市公車75副平/假日時刻列表 |
| ----------------------------- | ----------------------------- | ----------------------------- | ----------------------------- |
| 中科管理局（中科路）開時刻    | 中科管理局（中科路）開備註    | 國軍英雄館開時刻              | 國軍英雄館開備註              |
| 05:40                         | -                             | 07:00                         | -                             |
| 06:30                         | -                             | 08:00                         | -                             |
| 07:30                         | -                             | 09:00                         | -                             |
| 08:45                         | -                             | 10:10                         | -                             |
| 09:40                         | -                             | 11:10                         | -                             |
| 10:30                         | -                             | 12:00                         | -                             |
| 12:10                         | -                             | 13:50                         | -                             |
| 13:10                         | -                             | 14:50                         | -                             |
| 14:30                         | -                             | 16:10                         | -                             |
| 15:15                         | -                             | 16:45                         | -                             |
| 16:30                         | -                             | 18:20                         | -                             |
| 18:00                         | -                             | 19:40                         | -                             |

### 停站
參見右側站牌路線圖。

### 收費
依里程計費；刷卡十公里免費

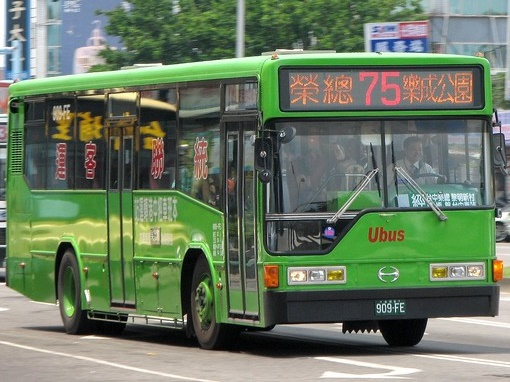
台中市公車75路
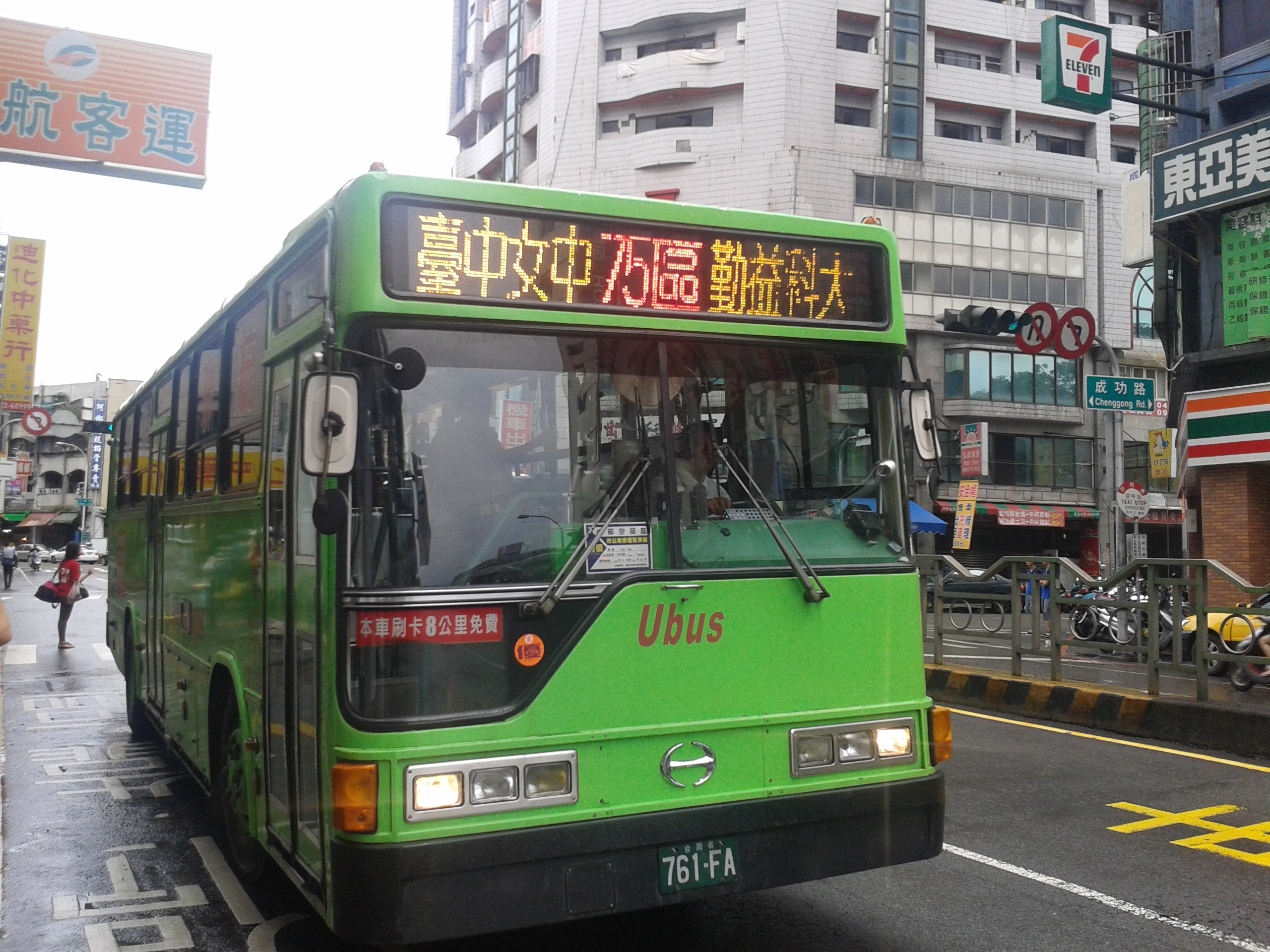
台中市公車75路區間車